# Juliusz Roman Heinzel
Juliusz Roman Piotr Ryszard Heinzel (ur. 5 grudnia 1899 w Łodzi, zm. wiosną 1940 w Charkowie) – porucznik kawalerii rezerwy Wojska Polskiego, kawaler Orderu Virtuti Militari, przemysłowiec łódzki, ofiara zbrodni katyńskiej.

## Życiorys
Syn Juliusza Teodora i Anny z Geyerów urodzony 5 grudnia 1899 w Łodzi. Był wnukiem Juliusza, przemysłowca pochodzenia niemieckiego.
W 1918 wstąpił na ochotnika Wojska Polskiego. Ukończył Szkołę Podchorążych Piechoty oraz Szkołę Podoficerów Jazdy. W 1920 walczył w czasie wojny polsko-bolszewickiej w 16 pułku ułanów, jako dowódca szwadronu. Za czyny męstwa pod miejscowością Gremzdy Polskie został odznaczony Orderem Virtuti Militari.
Po zakończeniu działań wojennych pozostał w wojsku; został zweryfikowany do stopnia podporucznika ze starszeństwem z dniem 1 stycznia 1920 roku. Do 1921 służył w 16 puł. W 1921 został przeniesiony do rezerwy. W 1927 i 1931 odbył ćwiczenia rezerwy w 16 puł. W 1934, jako oficer rezerwy pozostawał w ewidencji Powiatowej Komendy Uzupełnień Łódź Miasto II. Posiadał wówczas przydział w rezerwie do 17 Pułku Ułanów Wielkopolskich w Lesznie. W tym samym roku w 17 puł. odbył kolejne ćwiczenia. Na stopień porucznika został mianowany ze starszeństwem z 1 stycznia 1935 i 4. lokatą w korpusie oficerów rezerwy kawalerii.
Po przejściu do rezerwy rozpoczął naukę na Uniwersytecie Poznańskim. Po śmierci ojca wrócił do Łodzi, gdzie w latach 1922–1925 pracował w Zarządzie Towarzystwa Przemysłowego J. Heinzel. Od 1925 prowadził swój majątek Julianów pod Łodzią.
W czasie kampanii wrześniowej 1939 – po agresji ZSRR na Polskę – wzięty do niewoli sowieckiej i przewieziony do obozu w Starobielsku. Wiosną 1940 został zamordowany przez funkcjonariuszy NKWD w Charkowie i pogrzebany potajemnie w bezimiennej mogile zbiorowej w Piatichatkach, gdzie od 17 czerwca 2000 mieści się oficjalnie Cmentarz Ofiar Totalitaryzmu w Charkowie. Figuruje na Liście Starobielskiej NKWD pod pozycją 3558.
5 października 2007 minister obrony narodowej Aleksander Szczygło mianował go pośmiertnie na stopień kapitana. Awans został ogłoszony 9 listopada 2007 w Warszawie, w trakcie uroczystości „Katyń Pamiętamy – Uczcijmy Pamięć Bohaterów”.
Był żonaty i miał syna Juliusza, który od czasu ucieczki przed Armią Czerwoną mieszka w Bochum.

## Ordery i odznaczenia
- Krzyż Srebrny Orderu Virtuti Militari nr 3353 – 30 czerwca 1921[14]
- Medal Pamiątkowy za Wojnę 1918–1921[1]
- Medal Dziesięciolecia Odzyskanej Niepodległości[1]